# Exocentrus tenellus
Exocentrus tenellus är en skalbaggsart som beskrevs av Holzschuh 1984. Exocentrus tenellus ingår i släktet Exocentrus och familjen långhorningar.
Artens utbredningsområde är Nepal. Inga underarter finns listade i Catalogue of Life.